# الكذبة الأولى (مسلسل عراقي)
الكذبة الأولى مسلسل كوميدي اجتماعي عراقي، من تأليف معاذ يوسف وإخراج حسن حسني، إنتاج 1986، بطولة قاسم الملاك وسهام السبتي ومكي عواد.

## أحداث المسلسل
تدور أحداث المسلسل حول موظف يعمل في القطاع الحكومي يتورط في إصدار كذبة يطلقها بين زملائه في العمل وهي شراء سيارة شخصية بعد أن يقع في حب إحدى الفتيات لتستمر الأحداث بإطار كوميدي ساخر يغلف بأنواع جميلة من الطرف وخفة الظل.